# 하남 교산동 마애약사여래좌상
하남 교산동 마애약사여래좌상(河南 校山洞 磨崖藥師如來坐像, 영어: Rock-carved Seated Bhaisajyaguru Buddha in Gyosan-dong, Hanam)은 대한민국 경기도 하남시 교산동에 있는 고려시대의 마애불상이다.
'태평(太平, 태평흥국(太平興國)) 2년 정축 7월 29일'이라는 글이 새겨져 있어 만든 시기가 고려 경종 2년(977년)임을 알 수 있다. 제작 연대가 분명하여 고려 초기 불상 연구에 귀중한 자료로 평가된다.
바위 남쪽에 새겨져 있으며 불상의 전체 높이는 93센티미터이다. 법의는 왼쪽 어깨에만 걸쳐 있다. 손바닥을 위로 한 왼손에는 약그릇이 놓여져 있으며, 오른손은 손바닥이 정면을 향하고 손가락을 위로 하고 있다. 몸 뒤편에 있는 광배는 두광과 신광을 함께 표현하였으며, 주위에는 불꽃무늬가 둘러져 있다.
1989년 4월 15일 대한민국의 보물 제981호 태평2년명마애약사불좌상(太平2年銘磨崖藥師佛坐像)으로 지정되었다가, 2010년 8월 25일 현재의 명칭으로 변경되었다.

## 현지 안내문
질병에서 모든 중생을 구제해 준다는 약사불을 형상화한 것으로 바위 남쪽면에 전체 높이 93cm로 새겨져 있다. ‘태평 2년 정축 7월 29일’이라는 글을 통해 만든 시기가 고려 경종 2년(977)임을 알 수 있다.
부드러운 얼굴을 하고 있고 옷은 왼쪽 어깨에만 걸쳐 입고 있으며 옷주름 표현에서는 가지런함이 엿보인다. 손바닥을 위로 한 왼손에는 약그릇이 놓여져 있으며, 오른손은 손바닥이 정면을 향하고 손가락을 위로 하고 있다.
몸 뒤편에 있는 광배(光背)는 머리광배와 몸광배를 계단식으로 새기고 있으며, 주위에는 불꽃무늬가 둘러져 있다. 대좌(臺座)는 연꽃잎이 아래로 향한 모양의 하대석 위에 4개의 짧은 기둥으로 이루어진 중대석이 있으며, 그 위에 5잎의 활짝 핀 연꽃이 불신을 떠받치고 있다.
비교적 보존 상태가 좋은 이 불상은 만들어진 연대에 대한 확실한 기록이 남아 있어 고려 초기 불상연구에 귀중한 자료로 평가된다.

## 지정 사유
이 마애불상은 손에 약합을 들고 있는 약사불로 오른쪽 벽면에 ‘太平二年丁丑七月九日 古石佛在如賜乙 重脩爲今上 皇帝萬歲願(태평2년정축7월29일고석 불재여석을중수위금상 황제만세원 : 태평이년 정축 칠월이십구일에 옛 석불을 중수하며 금상 황제의 만세를 원한다)’이라는 명문이 음각되어 있어 977년(고려 경종 2년)에 중수되었음을 알 수 있다. 전체높이는 93㎝이다.
약사불상은 무릎 위에 놓은 왼손으로 약합을 들었으며 오른손은 가슴 높이로 올려 시무외인을 결하고 있다. 체구는 장대하고 소발의 머리에 갸름한 얼굴의 눈꼬리가 위로 치켜올라간 두 눈과 오뚝한 코, 작은 입 등의 이목구비는 광주철불을 비롯한 고려 초기 불상의 얼굴모습과 유사한 특징을 보여준다. 특히 대의를 우견편단식으로 입은 대의의 단이 왼쪽 어깨에서 제쳐지는 표현은 전 적조사지출토 철불좌상이나 포천출토 철불좌상에서 보이는 점이어서 흥미롭다.
광배는 삼중원의 두광과 신광에 화염문이 새겨져 있고, 대좌는 삼단의 연화대좌로 상대의 연잎이 화려하다. 전체적으로 회화를 연상하게 하는 얕은 저부조로 조각되었으며 그 기법이 섬세하고 정교하다. 또한 양식적인 면에서 광주철불을 비롯한 고려 초기 불상들과 유사하다.
명문에서는 이 불상을 보수하였다고 하나 이 불상 자체에 새로 손질을 가한 흔적이 없으므로 대좌나 광배부분은 추각하였거나 이 불상과 관련된 가구 등을 보수했던 것이 아닐까 생각되며, 불상의 최초 조성시기는 977년보다 30~40년 이른 10세기 전반 무렵일 것으로 추정된다.
이 마애불상이 있는 곳은 지금은 하남시 교동으로 행정구역 명칭이 바뀌었으나 원래는 경기도 광주군 동부면 교리에 해당한다. 이 곳에서 멀지 않은 하사창동의 절터에서 국립중앙박물관에 소장되어 있는 광주 하사창리 철불이 출토되었고 춘궁동에는 두 기의 석탑이 전해오고 있어 고려 초기에 이 일대에서 불교가 융성했음을 알 수 있다.
특히, 이 일대는 고려 초기 광주의 호족이었던 왕규의 근거지였다. 왕규는 원래 함규였는데 왕건으로부터 왕씨 성을 사성받아 왕규가 되었으며 딸 둘을 태조 왕건에게 출가시키고, 하나를 혜종에게 출가시키는 등 2대에 걸친 국구로서 막강한 세력을 가진 인물이었다. 그는 고려의 사절로 중국을 다녀오기고 하였고 태조의 임종을 지켜본 신하 가운데 한 사람이기도 하였다.
그의 세력적 근거지였던 광주에서 출토한 국립중앙박물관 소장의 철불상은 고려왕실과 외척세력의 배경으로 창건되었을 거대한 규모의 사찰을 상상하게 한다. 이 약사불상 역시 이와 같은 정치사회적 배경에서 조성되었을 것으로 생각되며, 약사불상이 있떤 사찰은 광주철불이 봉안되었던 본 사찰의 부속 암자 혹은 원이었을 가능성이 있다. 즉, 이 마애불상은 고려의 중심지역이었던 개경과 경기지역의 고려 초기 불상의 한 예라고 판단된다.

## 사진

명문

## 참고 자료
- 하남 교산동 마애약사여래좌상 - 국가유산청 국가유산포털